# Richmond Tachie
Richmond Tachie (Berlino, 21 aprile 1999) è un calciatore tedesco, centrocampista dell'Eintracht Braunschweig in prestito dal Kaiserslautern.

## Carriera

### Club
Tachie è cresciuto nei settori giovanili di TeBe Berlino e Wolfsburg, club con cui ha giocato in Regionalliga nella stagione 2018-2019 con la squadra riserve. Successivamente ha giocato una stagione con il Viktoria Colonia prima di passare al Borussia Dortmund che lo ha assegnato alla propria seconda squadra. Con 11 gol e 10 assist ha aiutato il club a centrare la promozione in 3. Liga, dove si è espresso nuovamente su buoni livelli con 6 reti e 8 assist in 33 partite.
Il 14 aprile 2022 ha firmato un contratto biennale con il Paderborn ed il 17 luglio ha debuttato in 2. Bundesliga contro il Karlsruhe. Il 7 luglio 2023 si è trasferito al Kaiserslautern.

### Nazionale
Nel 2018 ha giocato una partita con la Germania Under-19.

## Statistiche

### Presenze e reti nei club
Statistiche aggiornate al 4 febbraio 2024.
| Stagione        | Squadra              | Campionato      | Campionato | Campionato | Coppe nazionali | Coppe nazionali | Coppe nazionali | Coppe continentali | Coppe continentali | Coppe continentali | Altre coppe | Altre coppe | Altre coppe | Totale | Totale | Totale |
| Stagione        | Squadra              | Comp            | Pres       | Reti       | Comp            | Pres            | Reti            | Comp               | Pres               | Reti               | Comp        | Pres        | Reti        | Pres   | Reti   |        |
| --------------- | -------------------- | --------------- | ---------- | ---------- | --------------- | --------------- | --------------- | ------------------ | ------------------ | ------------------ | ----------- | ----------- | ----------- | ------ | ------ | ------ |
| 2018-2019       | Wolfsburg II         | RL              | 19         | 9          |                 | -               | -               |                    | -                  | -                  |             | -           | -           | 19     | 9      |        |
| ago. 2019       | Wolfsburg II         | RL              | 3          | 0          |                 | -               | -               |                    | -                  | -                  |             | -           | -           | 3      | 0      |        |
| 2019-2020       | Viktoria Colonia     | 3L              | 4          | 1          | CG              | 0               | 0               |                    | -                  | -                  |             | -           | -           | 4      | 1      |        |
| 2020-2021       | Borussia Dortmund II | RL              | 40         | 11         |                 | -               | -               |                    | -                  | -                  |             | -           | -           | 40     | 11     |        |
| 2021-2022       | Borussia Dortmund II | 3L              | 33         | 6          |                 | -               | -               |                    | -                  | -                  |             | -           | -           | 33     | 6      |        |
| 2022-2023       | Paderborn            | 2L              | 17         | 0          | CG              | 2               | 1               |                    | -                  | -                  |             | -           | -           | 19     | 1      |        |
| 2023-2024       | Kaiserslautern       | 2L              | 17         | 2          | CG              | 4               | 3               |                    | -                  | -                  |             | -           | -           | 21     | 5      |        |
| Totale carriera | Totale carriera      | Totale carriera | 133        | 29         |                 | 6               | 4               |                    | -                  | -                  |             | -           | -           | 139    | 33     |        |